# Domenik Gruić
Domenik Gruić je bio poznati igrač nekadašnjeg trogirskog Slavena. Također je trenirao i niz nižerazrednih klubova iz okolice Splita. Bio je i trener RNK Split u periodu 1998. – 2000. godine. 